# András Balczó
 (octobre 2023).
Si vous disposez d'ouvrages ou d'articles de référence ou si vous connaissez des sites web de qualité traitant du thème abordé ici, merci de compléter l'article en donnant les références utiles à sa vérifiabilité et en les liant à la section « Notes et références ».
András Balczó, né le 16 août 1938 à Kondoros, est un athlète hongrois, champion olympique de pentathlon moderne en 1972 à Munich. Il est marié à la gymnaste Mónika Császár.

## Palmarès
| Discipline/Année                         | 1958 | 1959 | 1960 | 1961 | 1962 | 1963 | 1964 | 1965 | 1966 | 1967 | 1968 | 1969 | 1970 | 1971 | 1972 |
| ---------------------------------------- | ---- | ---- | ---- | ---- | ---- | ---- | ---- | ---- | ---- | ---- | ---- | ---- | ---- | ---- | ---- |
| Jeux olympiques Individuel               | -    | -    | 4    | -    | -    | -    | -    | -    | -    | -    | 2    | -    | -    | -    | 1    |
| Jeux olympiques Équipe                   | -    | -    | 1    | -    | -    | -    | -    | -    | -    | -    | 1    | -    | -    | -    | 2    |
| Championnats du monde seniors Individuel | 6    | 2    | -    | 3    | 4    | 1    | -    | 1    | 1    | 1    | -    | 1    | 2    | 3    | -    |
| Championnats du monde seniors Équipe     | 2    | -    | -    | 2    | 2    | 1    | -    | 1    | 1    | 1    | -    | 2    | 1    | 2    | -    |

Ce palmarès n'est pas complet
Ferenc Kósa a réalisé en 1976 un documentaire sur András Balczó : Küldetés